# S.S. Lazio Calcio a 5 2018-2019
Questa pagina raccoglie i dati riguardanti la S.S. Lazio Calcio a 5, squadra di calcio a 5 militante in serie A, nelle competizioni ufficiali del 2018-2019.

## Calciomercato

### Sessione estiva
| Leonardo Del Ferraro  | Atlante Grosseto |
| Misael Gonçalves      | Imola Castello   |
| Raúl Rocha            | Orte             |
| Nikão                 | Virtus Romanina  |
| Alessandro Piermarini | Aemme Savio      |

| Tiziano Chilelli  | Real Rieti    |
| Adrián González   | Real Dem      |
| Jorginho          | Lido di Ostia |
| Laion             | Feldi Eboli   |
| Emiliano Gastaldo | Roma          |

### Sessione invernale
| Marzio Beltrano  | Italpol Roma  |
| Victor Espíndola | Floripa       |
| Altre operazioni |               |
| Giulio Capozzi   | Latina MMXVII |
| Luca Priori      | Roma          |

| Leonardo Del Ferraro    | Bernalda        |
| Misael Gonçalves        | Academy Pescara |
| Iuri Scheleski          | Aniene          |
| Altre operazioni        |                 |
| Massimiliano Ciarrocchi | Carbognano      |
| Alessandro Piermarini   | Italpol Roma    |
| Alessandro Soldano      | Italpol Roma    |

## Organico

### Prima squadra
| N° | Naz.                | Ruolo | Sportivo               | Anno     |  |  |
| -- | ------------------- | ----- | ---------------------- | -------- |  |  |
| 7  | Italia (bandiera)   | LAT   | Matteo Biscossi        | 14.11.98 |  |  |
| 8  | Brasile (bandiera)  | LAT   | Gedson                 | 05.12.91 |  |  |
| 9  | Italia (bandiera)   | PIV   | Daniele Chilelli       | 11.11.83 |  |  |
| 10 | Brasile (bandiera)  | LAT   | Misael Gonçalves       | 04.08.95 |  |  |
| 12 | Brasile (bandiera)  | LAT   | Iuri Scheleski         | 30.07.92 |  |  |
| 13 | Italia (bandiera)   | LAT   | Valerio Giulii Capponi | 28.01.02 |  |  |
| 14 | Brasile (bandiera)  | LAT   | Raúl Rocha             | 26.01.96 |  |  |
| 15 | Italia (bandiera)   | POR   | Marzio Beltrano        | 31.10.96 |  |  |
| 21 | Slovenia (bandiera) | LAT   | Dejan Bizjak           | 21.04.88 |  |  |
| 24 | Italia (bandiera)   | POR   | Leonardo Del Ferraro   | 17.07.94 |  |  |
| 30 | Brasile (bandiera)  | POR   | Victor Espíndola       | 05.06.95 |  |  |

### Under-19
| N° | Naz.               | Ruolo | Sportivo                | Anno     |  |  |
| -- | ------------------ | ----- | ----------------------- | -------- |  |  |
| 1  | Italia (bandiera)  | POR   | Massimiliano Ciarrocchi | 13.10.00 |  |  |
| 6  | Brasile (bandiera) | UNI   | Nikão                   | 08.10.99 |  |  |
| 15 | Italia (bandiera)  | LAT   | Alessandro Soldano      | 01.03.99 |  |  |
| 18 | Italia (bandiera)  | PIV   | Lorenzo Di Gregorio     | 04.01.99 |  |  |
| 20 | Italia (bandiera)  | LAT   | Alessio De Lillo        | 21.07.00 |  |  |
| 23 | Italia (bandiera)  | DIF   | Jacopo Lupi             | 17.12.98 |  |  |
| 24 | Italia (bandiera)  | DIF   | Luca Priori             | 15.09.99 |  |  |
| 25 | Italia (bandiera)  | LAT   | Jacopo Ottaviani        | 23.03.99 |  |  |
| 28 | Italia (bandiera)  | DIF   | Francesco Afilani       | 30.03.99 |  |  |
| 30 | Italia (bandiera)  | POR   | Alessandro Piermarini   | 06.03.99 |  |  |
| -  | Italia (bandiera)  | POR   | Giulio Capozzi          | 10.12.99 |  |  |